# Brainwashed
Brainwashed je dvanácté a poslední studiové album anglického hudebníka George Harrisona. Vyšlo téměř rok po jeho smrti, v listopadu 2002. Na jeho produkci se kromě Harrisona podíleli také jeho syn Dhani a Jeff Lynne. Deska se umístila na osmnácté příčce americké hitparády Billboard 200, zatímco v britské UK Albums Chart se dostala na devětadvacátou.

## Seznam skladeb
1. „Any Road“ – 3:52
2. „P2 Vatican Blues (Last Saturday Night)“ – 2:38
3. „Pisces Fish“ – 4:50
4. „Looking for My Life“ – 3:49
5. „Rising Sun“ – 5:27
6. „Marwa Blues“ – 3:40
7. „Stuck Inside a Cloud“ – 4:04
8. „Run So Far“ – 4:05
9. „Never Get Over You“ – 3:26
10. „Between the Devil and the Deep Blue Sea“ – 2:34
11. „Rocking Chair in Hawaii“ – 3:07
12. „Brainwashed“ – 6:07

## Obsazení
- George Harrison – zpěv, kytara, dobro, ukulele, klávesy, baskytara, perkuse
- Jeff Lynne – baskytara, kytara, klavír, klávesy, perkuse, doprovodné vokály
- Dhani Harrison – kytara, elektrické piano, doprovodné vokály
- Jim Keltner – bicí
- Mike Moran – klávesy
- Marc Mann – klávesy
- Ray Cooper – perkuse, bicí
- Jools Holland – klavír
- Mark Flannagan – kytara
- Joe Brown – kytara
- Herbie Flowers – baskytara, tuba
- Bickram Ghosh – tabla
- Jon Lord – klavír
- Sam Brown – doprovodné vokály
- Jane Lister – harfa
- Isabela Borzymowska – hlas